# Magistralinis kelias A16
A16 ist eine Fernstraße in Litauen. Sie bildet zugleich einen Abschnitt der Europastraße 28.

## Verlauf
Die Straße zweigt im Südwesten der Hauptstadt Vilnius im Vorort Trakų Vokė von der Fernstraße Magistralinis kelias A4 ab und führt über Trakai, Aukštadvaris, Birštonas und Prienai nach Marijampolė an der Šešupė (Scheschuppe), wo die Magistralinis kelias A5 (auch Europastraße 67) gekreuzt wird. Die Fortsetzung der Magistralinis kelias A16 nach Westen zur Grenze zu russischen Exklave Kaliningrad bildet die Fernstraße Magistralinis kelias A7.
Die Länge der Straße beträgt rund 138 km.